# Wilbur Johnson
Wilbur Johnson (* 15. September 1974 in Philadelphia) ist ein ehemaliger US-amerikanisch-britischer Basketballspieler.

## Laufbahn
Johnson spielte in seiner Heimatstadt Philadelphia von 1992 bis 1996 an der Saint Joseph’s University. Nachdem er dort anfänglich nur als Ergänzungsspieler zum Einsatz gekommen war, bestritt der 2,06 Meter messende Innenspieler in der Saison 1995/96 31 der 32 Partien als Bestandteil der Anfangsaufstellung. Johnson erzielte 1995/96 10,5 Punkte je Begegnung und erreichte 10,2 Rebounds pro Einsatz.
Er ging nach Großbritannien und spielte von 1997 bis 2000 für die Sheffield Sharks, anschließend im selben Land von 2000 bis 2003 bei den Brighton Bears. Mit Sheffield wurde Johnson 1999 Meister der British Basketball League (BBL) und gewann 2000 den Pokalwettbewerb. Letzteren Erfolg wiederholte er 2003 mit Brighton. In der Saison 2002/03 wurde er in die BBL-Mannschaft des Jahres berufen.
2003 nahm Johnson ein Vertragsangebot des deutschen Bundesligisten Gießen 46ers an, dort spielte er wie in Sheffield unter Trainer Chris Finch. Johnson überzeugte bei den Mittelhessen mit 12,2 Punkten und 6,8 Rebounds je Begegnung, obwohl die Bundesliga-Saison 2003/04 für Gießen schwierig verlief und Trainer Finch im Februar 2004 entlassen wurde. Von 2004 bis 2006 war Johnson ebenfalls in der Bundesliga Spieler der EWE Baskets Oldenburg. Bei den Niedersachsen kam er auf der Innenposition vornehmlich als Ersatzmann zum Einsatz. Er bestritt 68 Bundesliga-Spiele für Oldenburg, in der Saison 2004/05 erzielte er 8,7 Punkte sowie 4,3 Rebounds je Begegnung und 2005/06 8,5 Punkte sowie 4,2 Rebounds pro Spiel.
Im Spieljahr 2006/07 stand Johnson bei AEL Larissa in der ersten Liga Griechenlands unter Vertrag. Er ging dann in die Vereinigten Staaten zurück und war beruflich an der Saint Joseph’s University tätig, nahm 2008 aber noch einmal ein Angebot als Spieler an und verstärkte in der Saison 2008/09 die Scottish Rocks in Großbritannien.